# Georg Landau

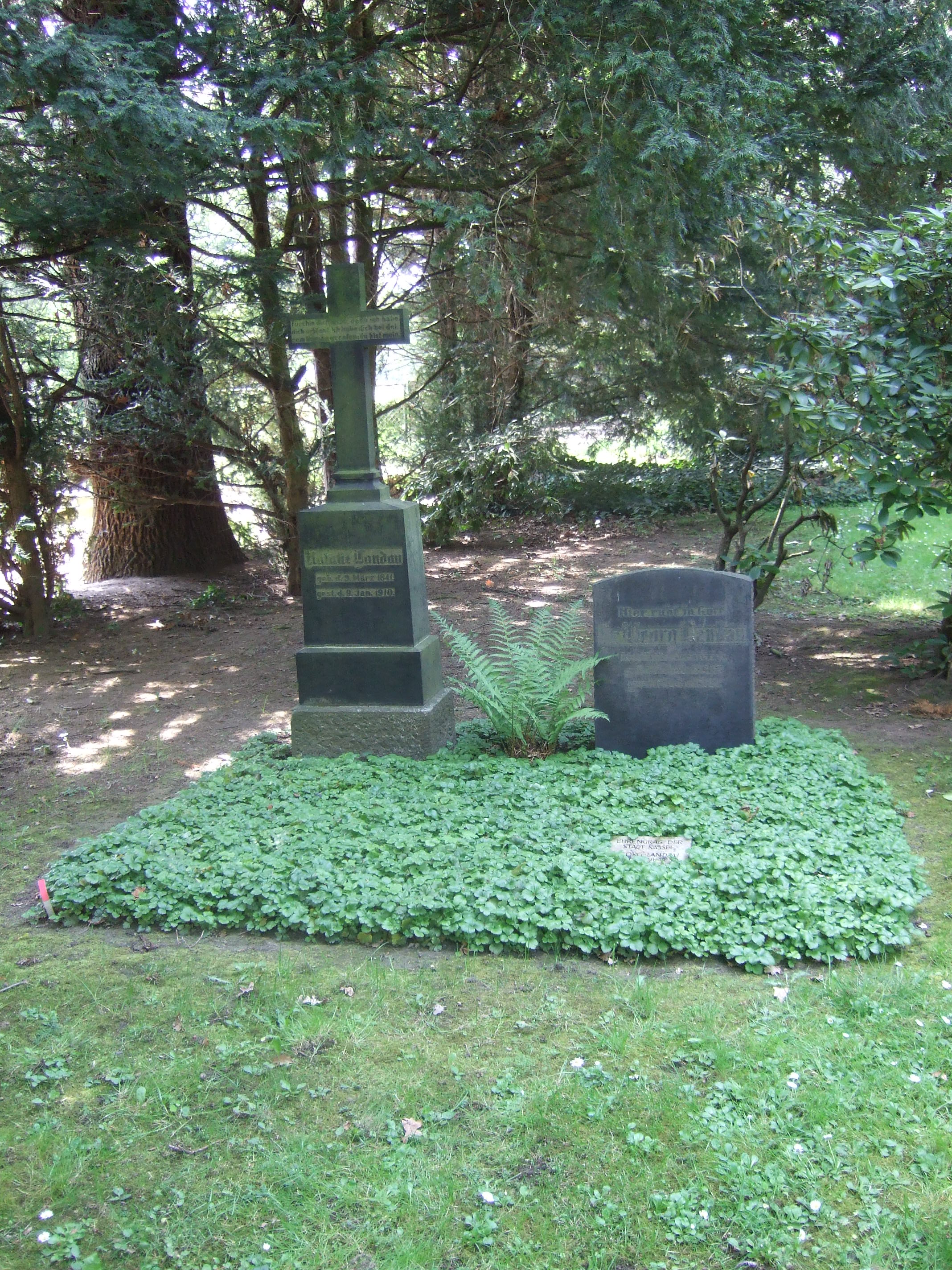
Georg Landaus Grab auf dem Hauptfriedhof in Kassel

Johann Georg Landau (* 26. Oktober 1807 in Kassel; † 15. Februar 1865 ebenda) war ein deutscher Archivar und Historiker.

## Leben
Georg Landau war der Sohn eines Schuhmachers, der bereits im Jahr 1824 verstarb. Landau konnte nur die Bürgerschule besuchen. Er arbeitete sechs Jahre als Anwaltsschreiber und versorgte mit dieser Tätigkeit seine Familie.
Landau hatte keine höhere Schulbildung, dennoch begann er 1826 mit eigenen historischen Studien im Kasseler Stadtarchiv und in der Bibliothek. Hier wurden die Bibliothekare Jacob und Wilhelm Grimm und der Archivdirektor Dietrich Christoph von Rommel auf ihn aufmerksam. Er bekam erste archivarische Arbeiten zugewiesen. Durch seine erste Veröffentlichung zwischen 1832 und 1839, der „Hessischen Ritterburgen und ihren Besitzern“, bewies er seine wissenschaftlichen Fähigkeiten. 1835 wurde er kurfürstlicher Archivar und 1838 Archivsekretär.
Im Jahre 1834 gründete Landau zusammen mit den Bibliothekaren Karl Bernhardi und Heinrich Schubart den „Verein für hessische Geschichte und Landeskunde“. Er wurde daraufhin Vereinssekretär, und in dieser Funktion förderte er dreißig Jahre lang den Verein. Landau gehörte 1852 zu den entscheidenden Gründern des „Gesamtvereins der deutschen Geschichts- und Altertumsvereine“, in dem sich die Vereine aus ganz Deutschland zusammenschlossen. In Fachkreisen machte ihn das in ganz Deutschland bekannt, er war Ehrenmitglied von elf Geschichtsvereinen. Weiterhin war er maßgeblich an den Veröffentlichungen des Vereins für hessische Geschichte und Landeskunde beteiligt. Mit seinen Werken wurde er zu einem der Begründer der modernen geschichtlichen Landeskunde.
1846 wurde Landau zum Ehrendoktor der Alma Mater Philippina, der Universität Marburg, und im Jahr 1854 wurde er in den Gelehrtenausschuss des Germanischen Nationalmuseums in Nürnberg berufen. Im Jahr 1862 erhielt er die große goldene Medaille durch den König Johann von Sachsen. Im Januar 1864 schließlich wurde er von Kurfürst Friedrich Wilhelm I. zum Archivrat und Direktionsmitglied ernannt. Die Berufung zu diesem Amt erfolgte vermutlich so spät, da Landau eine politisch eigenständige und nationale Haltung einnahm (siehe auch Märzrevolution).
Bei einer seiner vielen Erkundungs- und Forschungsreisen, bei der es um den mitteldeutschen Hausbau ging, zog sich Landau im Jahr 1864 eine Lungenerkrankung zu, an der er schließlich starb.

## Nachleben
Viele Historiker verweisen bis heute in ihren Quellen auf die Werke Landaus. Dies gilt insbesondere, wenn es sich um seine hauptsächlich behandelten Gebiete, den Hessengau und den Oberlahngau handelt.
Am Jahr 1984 stiftete der Verein für hessische Geschichte und Landeskunde eine Georg-Landau-Medaille für hervorragende Leistungen auf dem Gebiet der hessischen Landesgeschichte.
Die Landaustraße am Rande der Kasseler Karlsaue und bei der Kunsthochschule Kassel erinnert an Georg Landau.
Der private Nachlass Landaus befindet sich im Hessischen Staatsarchiv Marburg als Bestand 340 Nachlass Johann Georg Landau, der wissenschaftliche als Bestand M1 Landau.

## Schriften
- Die hessischen Ritterburgen und ihre Besitzer. 4 Bände. Luckhardt u. a., Kassel 1832–1839, (Digitalisate: Band 1; Band 2; Band 3; Band 4).
- Beitrag zur Beschreibung der Gaue Friesenfeld und Hassegau. In: Allgemeines Archiv für die Geschichtskunde des Preußischen Staates. Band 12, 1833, S. 213–235.
- Die Ritter-Gesellschaften in Hessen während des vierzehnten und fünfzehnten Jahrhunderts (= Zeitschrift des Vereins für Hessische Geschichte und Landeskunde. Supplement 1). Bohné, Kassel 1840, (Darstellung; Urkundenbuch; Korrekturen).
- Beschreibung des Kurfürstenthums Hessen. Fischer, Kassel 1842, urn:nbn:de:hebis:30-1032694.
- Geschichte der Glashütten in Hessen. Band 3, 1843, S. 280–352.
- Geschichte der hessischen Alaunbergwerke. In: Zeitschrift des Vereins für Hessische Geschichte und Landeskunde. Band 6, 1854, S. 184–215.
- Beschreibung des Hessengaues (= Beschreibung der deutschen Gaue. 2). Bertram, Kassel 1857, (Digitalisat).
- Historisch-topographische Beschreibung der wüsten Ortschaften im Kurfürstenthum Hessen und in den großherzoglich hessischen Antheilen am Hessengaue, am Oberlahngaue und am Ittergaue (= Zeitschrift des Vereins für Hessische Geschichte und Landeskunde. Supplement 7). Fischer, Kassel 1858, (Digitalisat).
- Beiträge zur Geschichte der Fischerei in Deutschland. Die Geschichte der Fischerei in beiden Hessen (= Zeitschrift des Vereins für Hessische Geschichte und Landeskunde. Supplement 10). Herausgegeben von Carl Renouard. Freyschmidt, Kassel 1865, (Digitalisat).
- Breuiarium Sancti Lvlli archiepiscopi. In: Zeitschrift des Vereins für hessische Geschichte und Landeskunde. Band 10, 1865, S. 184–192.
- Beiträge zur Geschichte der alten Heer- und Handelsstraßen in Deutschland (= Hessische Forschungen zur geschichtlichen Landes- und Volkskunde. 1, ISSN 0440-7520). Bärenreiter, Kassel u. a. 1958, (darin S. 7–11, Kapitel „Zum Geleit“ von Willi Görich).

Weitere Monographien. 120 Aufsätze, kleinere Beiträge und Miszellen erschienen in der „Zeitschrift des Vereins für hessische Geschichte und Landeskunde“.